# 치머만 전보

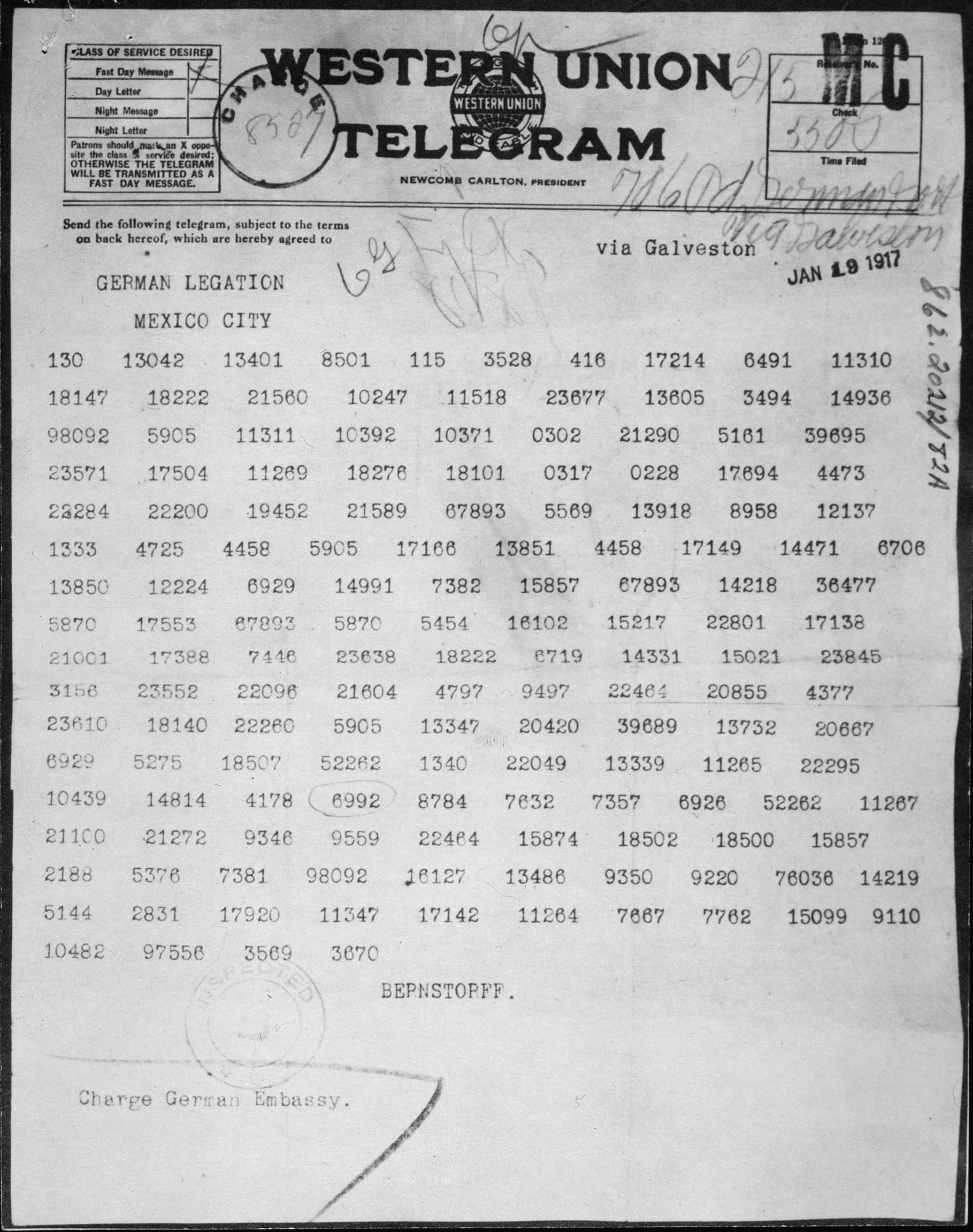
워싱턴 D.C.에서 멕시코 주재 독일 대사 하인리히 폰 에카르트에게 보내진 치머만 전보.

1916년의 멕시코 (진한 녹색); 치머만 전보에서 멕시코에 약속된 영토 (밝은 녹색); 1836년 이전의 원래 멕시코 영토 (붉은 선)

치머만 전보(영어: Zimmermann telegram, 또는 치머만 노트(Zimmermann note) 또는 치머만 케이블(Zimmermann cable))는 독일 외무청이 1917년 1월 17일에 송신된 비밀 외교 통신으로, 제1차 세계 대전에서 독일 제국이 멕시코 와의 군사 협력을 제안하는 내용이었다. 멕시코가 미국을 공격하면 독일이 지원을 해주고 미국에게 빼앗겼던 텍사스주, 애리조나주, 뉴멕시코주를 되찾을 수 있게 해준다는 내용이었다. 이 전보는 영국 정보기관이 입수해 암호문을 해독하였다.
전보 내용의 공개는 미국인들을 격분시켰는데, 특히 독일 외무부 장관 아르투어 치머만이 1917년 3월 3일 전보가 진짜임을 공개적으로 인정한 이후 더욱 심각해졌다. 이는 1917년 4월 독일에 대한 미국의 선전포고를 지지하는 데 기여했다.
이 암호 해독은 제1차 세계 대전 중 영국이 거둔 가장 중요한 정보전에서의 승리로 묘사되었고 신호정보(암호)의 해독이 세계사에 영향을 미친 초기 사례 중 하나였다. 이 암호 해독은 아프가니스탄 토후국으로 향하는 니더마이어-헨티히 원정이 실패한 후, 빌헬름 바스무스가 그의 암호책을 포기했고 연합국이 이를 회수하여 영국이 치머만 전보를 해독할 수 있게 되면서 가능해졌다.

## 내용

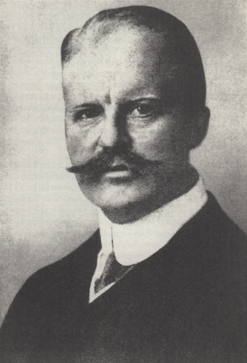
아르투어 치머만

이 메시지는 1917년 1월 17일 독일 제국 외무부의 슈타츠세크레테어(각료 바로 아래의 최고위 공무원)인 아르투어 치머만이 발송한 암호화된 전보 형태였다. 이 메시지는 멕시코 주재 독일 대사 하인리히 폰 에카르트에게 보내졌다. 치머만은 2월 1일 독일에 의한 무제한 잠수함 작전 재개를 예상하며 이 전보를 보냈다. 독일 정부는 이것이 거의 확실하게 미국과의 전쟁으로 이어질 것이라고 가정했다. 전보는 폰 에카르트에게 미국이 전쟁에 참전할 것이 확실해 보이면 멕시코 정부에 독일에 의한 자금 지원을 통한 군사 동맹을 제안하도록 지시했다. 해독된 전보의 내용은 다음과 같다:
원문 (독일어):

Wir beabsichtigen am 1. Februar uneingeschränkten
Ubootkrieg zu beginnen. Es wird Versucht werden,
Amerika trotzdem neutral zu halten.
Für den Fall, daß dies nicht gelingen sollte, schlagen
wir Mexico mit folgender Grundlage Bündnis
vor; Gemeinsame Kriegführung, gemeinsamer
Friedensschluß. Reichliche finzanzielle
Unterstützung und Einverständnis unsererseits, daß
Mexiko in Texas, Neu Mexiko, Arizona früher verlorenes
Gebiet zurückerobert. Regelung im einzelnen
Euer Hochwohlgeboren überlassen.
Euer pp. wollen Vorstehendes Präsidenten streng
geheim eröffnen, sobald Kriegsausbruch mit
Vereinigten Staaten feststeht und Anregung hinzufügen,
Japan von sich aus zu fortigem Beitritt einzuladen
und gleichzeitig zwischen uns und Japan zu
vermitteln.
Bitte Präsidenten darauf hinweisen, daß rücksichtslose
Anwendung unserer U-boote jetzt
Aussicht bietet, England in wenigen Monaten sum
Frieden zu zwingen. Empfang bestätigen.
Zimmerman.

번역:

2월 1일 우리는 무제한 잠수함전을 시작할 의도이다. 그럼에도 불구하고 우리는 미국을 중립으로 유지하려 노력할 것이다. 만약 이 노력이 성공하지 못한다면, 우리는 멕시코와 다음과 같은 기초로 동맹을 제안한다:
우리는 함께 전쟁을 수행하고 함께 평화를 만들 것이다; 우리는 일반적인 재정 지원을 제공할 것이며, 멕시코가 뉴멕시코, 텍사스, 애리조나의 잃어버린 영토를 되찾을 것이라는 점이 이해된다. 세부 사항은 귀하에게 맡긴다.
미국과의 전쟁 발발이 확실해지는 즉시 멕시코 대통령에게 위의 내용을 극비리에 알리고, 멕시코 대통령이 자발적으로 일본과 연락하여 이 계획에 즉시 동참하도록 제안하고, 동시에 우리와 일본 사이를 중재하도록 제안해야 한다.
멕시코 대통령에게 우리의 무자비한 잠수함전 사용이 이제 영국을 몇 달 안에 평화로 강제할 가능성을 제공한다는 점을 주지시켜 달라. – 치머만.

(서명은 전보 목적상 치머만(Zimmermann)이라는 이름에서 두 번째 n이 생략되었다.)

## 역사

### 독일의 이전 전쟁 유도 노력
독일은 오랫동안 멕시코와 미국 간의 전쟁을 유도하여 미군을 묶어두고 미국 무기의 연합국으로의 수출을 늦추려 했다. 독일은 1914년 이피랑가 사건에서 보여지듯이 멕시코의 무장화를 도왔다. 독일 해군 정보국 장교 프란츠 폰 린텔렌은 1915년 멕시코와 미국 간의 전쟁을 유도하려 했으며, 이를 위해 빅토리아노 우에르타에게 1,200만 달러를 주었다. 멕시코시티에 주둔했던 독일의 사보타주 요원 로타르 비츠케는 1917년 3월 샌프란시스코 만 지역의 메어 아일랜드 해군 조선소에서 발생한 탄약 폭발의 책임이 있다고 주장했으며, 아마도 1916년 7월 뉴저지에서 발생한 블랙 톰 폭발의 책임자였을 수도 있다.
1916년 판초 비야를 생포하지 못한 미군과 독일에 호의적인 카란사 대통령의 움직임은 독일이 치머만 노트를 보내도록 부추겼다.
독일의 도발은 부분적으로 성공적이었다. 우드로 윌슨 대통령은 1914년 이피랑가 사건과 관련하여 영국 정부의 조언에 반하여 베라크루스 군사 침공을 명령했다. ABC 국가들이 조직한 나이아가라 폭포 평화 회의 덕분에 전쟁은 예방되었지만, 이 점령은 제1차 세계 대전 중 멕시코의 중립에 결정적인 요인이 되었다. 멕시코는 독일에 대한 금수 조치에 참여하기를 거부했고, 독일 회사들이 멕시코시티에서 사업을 계속할 수 있도록 완전한 보장을 제공했다.

### 독일의 동기

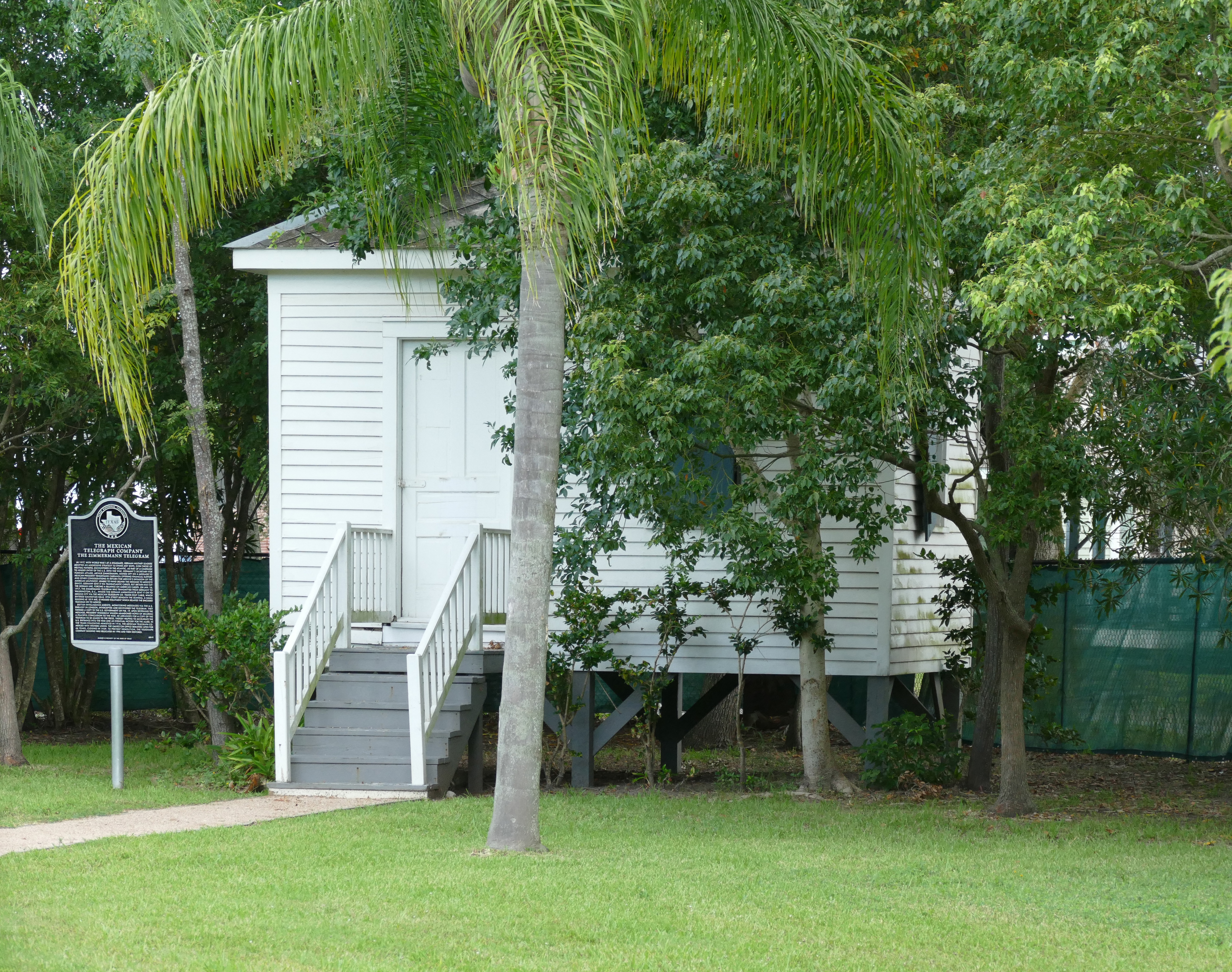
치머만 전보가 중계된 갤버스턴의 멕시코 전신 회사 건물

치머만 전보는 독일이 미국에서 동맹국으로 가는 보급품 및 기타 전쟁 물자 수송을 지연시키려는 노력의 일환이었다. 전보의 주된 목적은 멕시코 정부가 미국에 전쟁을 선포하게 하여 미군을 묶어두고 미국 무기 수출을 늦추는 것이었다. 독일 최고 사령부는 미군이 충분히 훈련되어 유럽으로 파병되어 연합국을 도울 수 있기 전에 서부 전선에서 영국과 프랑스를 격파하고 무제한 잠수함전으로 영국을 압박할 수 있다고 믿었다. 독일군은 동부 전선에서의 성공에 힘입어 목표 달성을 위해 서부 전선으로 대규모 병력을 전환할 수 있다고 믿었다.

## 멕시코의 대응
베누스티아노 카란사 멕시코 대통령은 독일이 구상한 멕시코의 옛 영토 탈환 가능성을 평가하기 위해 군사 위원회를 배정했다. 장군들은 다음과 같은 이유로 그러한 전쟁은 멕시코가 이길 수 없다고 결론지었다:
- 멕시코는 내전 중에 있었고, 카란사의 입지는 전혀 안전하지 않았다; 카란사 자신도 1920년에 암살되었다. 미국과 싸움을 벌이는 것은 미국이 그의 경쟁자 중 한 명을 지지하게 만들었을 것이다.
- 미국은 멕시코보다 군사적으로 훨씬 강했다. 멕시코의 군대가 완전히 통합되어 단일 정부에 충성했더라도, 미국에 대한 전쟁에서 승리하고 침공할 수 있는 심각한 시나리오는 존재하지 않았다. 실제로 1917년 멕시코의 군사 장비 대부분은 70년 전 미국이 승리한 미국-멕시코 전쟁 이후 단지 소폭 업그레이드된 것에 불과했다.
- 독일 정부의 "관대한 재정 지원" 약속은 매우 신뢰할 수 없었다. 독일은 이미 1916년 6월 카란사에게 완전히 독립적인 멕시코 국립은행을 설립하는 데 필요한 금을 제공할 수 없다고 통보했었다.[20] 멕시코가 재정 지원을 받더라도 무기, 탄약, 기타 필요한 전쟁 물자를 ABC 국가들(아르헨티나, 브라질, 칠레)로부터 구매해야 했을 것이고, 이는 아래에서 설명하듯이 그들과의 관계를 긴장시켰을 것이다.
- 설령 멕시코가 미국과의 분쟁에서 승리하고 해당 영토를 되찾을 군사적 수단을 갖추었더라도, 오랫동안 자치권을 누리고 다른 민간인 인구보다 더 잘 무장한 대규모 영어 사용 인구를 정복하고 진정시키는 데는 심각한 어려움이 있었을 것이다.[19]
- 다른 외교 관계도 걸려 있었다. ABC 국가들은 1914년 베라크루스 문제로 미국과 멕시코 간의 전면적인 전쟁을 피하기 위해 나이아가라 폭포 평화 회의를 조직했었다. 멕시코가 미국과의 전쟁에 참전하는 것은 이들 국가와의 관계를 긴장시켰을 것이다.

카란사 정부는 1917년 8월 31일 미국에 의해 데 유레로 인정되었는데, 이는 제1차 세계 대전 동안 멕시코의 중립을 보장하기 위한 치머만 전보의 직접적인 결과였다. 1914년 베라크루스 군사 침공 이후, 멕시코는 제1차 세계 대전에서 미국과 어떠한 군사적 원정에도 참여하지 않았다. 이는 독일 기업들이 멕시코에서 사업을 계속할 수 있도록 허용했음에도 불구하고, 멕시코의 중립이 미국이 바랄 수 있는 최선의 결과임을 보장했다.

## 영국의 가로채기

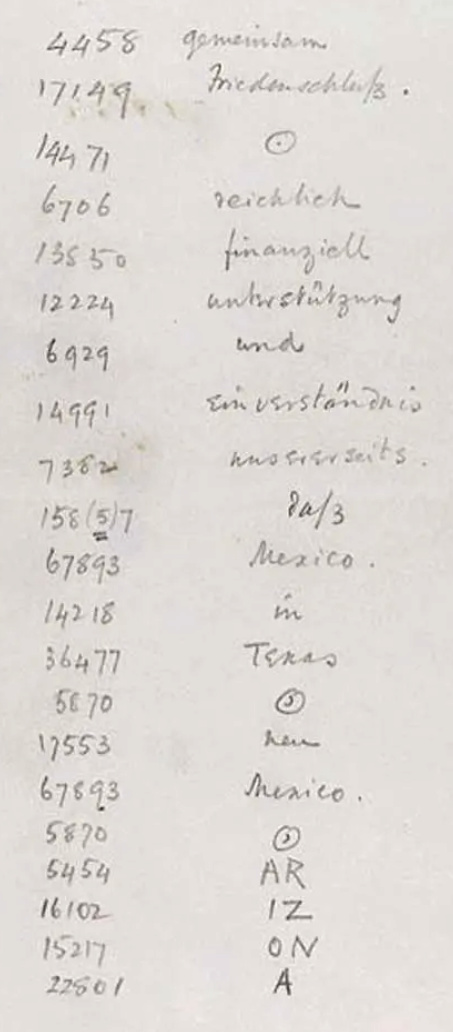
영국 해군 정보국 암호 해독가들이 해독한 전보의 일부. '애리조나'라는 단어가 독일어 암호책에 없었기 때문에 음절로 나누어야 했다.

암호 해독은 아프가니스탄 토후국으로 향하는 니더마이어-헨티히 원정이 실패한 후, 빌헬름 바스무스가 그의 암호책을 포기했고 연합국이 이를 회수하여 영국이 치머만 전보를 해독할 수 있게 되면서 가능해졌다.
치머만 사무실은 전보를 미국 주재 독일 대사관으로 보내 멕시코의 폰 에카르트에게 다시 전송했다. 이 전보는 전통적으로 세 가지 경로를 통해 전송된 것으로 이해된다. 무선으로 전송되었고, 두 중립국(미국과 스웨덴) 외교관들이 보낸 메시지 내부에 전신 케이블을 통해 전달되었다.
전보의 직접적인 전신 전송은 영국이 전쟁 발발 시 독일의 국제 케이블을 끊었기 때문에 불가능했다. 그러나 독일은 웨스트 세이빌, 뉴욕에 있는 아틀랜틱 커뮤니케이션 컴퍼니(Atlantic Communication Company) 산하의 텔레풍켄 공장을 통해 무선 통신을 할 수 있었고, 이곳을 통해 전보는 멕시코 영사관으로 중계되었다. 아이러니하게도, 이 방송국은 독일 기업의 미국 자회사인 아틀랜틱 커뮤니케이션 컴퍼니를 위해 운영되었던 미국 해군의 통제 하에 있었다.
치머만 전보를 담고 있는 스웨덴 외교 메시지는 스톡홀름에서 부에노스아이레스까지 영국 해저 전신 케이블을 통해 이동했고, 그 다음 부에노스아이레스에서 멕시코까지 미국 회사의 케이블 네트워크를 통해 이동했다.
독일의 전신 케이블이 끊어진 후, 독일 외무부는 미국에 평화 메시지를 위해 외교 전보 메시지를 사용할 수 있도록 요청했다. 윌슨 대통령은 그러한 협력이 독일과의 좋은 관계를 유지하고, 더 효율적인 독일-미국 외교가 윌슨의 협상에 의한 전쟁 종식 목표를 도울 수 있다고 믿어 동의했다. 독일은 베를린 주재 미국 대사관에 메시지를 전달했고, 이 메시지는 덴마크 주재 대사관으로 중계된 후 미국 전신 교환원을 통해 미국으로 전달되었다. 독일은 이 경로가 안전하다고 가정하여 이를 광범위하게 사용했다.
그러나 이는 독일 외교관들을 위태로운 상황에 처하게 했다. 그들은 치머만의 메시지를 최종 목적지로 전송하기 위해 미국에 의존했지만, 메시지의 암호화되지 않은 내용은 미국인들에게 깊은 불안감을 줄 수 있었다. 미국은 독일의 사용에 조건을 두었는데, 가장 주목할 만한 것은 모든 메시지가 평문(암호화되지 않은)이어야 한다는 것이었다. 그러나 윌슨은 나중에 이 명령을 철회하고 암호화된 메시지를 보낼 수 있도록 무선 통신 규칙을 완화했다. 그리하여 독일은 미국 대사 제임스 W. 제라드를 설득하여 치머만의 메시지를 암호화된 형태로 수락하게 했고, 1917년 1월 16일 전송되었다.
영국에 들어온 모든 통신은 영국 정보기관, 특히 해군본부의 40호실에 있는 암호 해독가와 분석가들에게 전달되었다. 40호실에서 나이젤 드 그레이는 다음 날까지 전보를 부분적으로 해독했다. 1917년까지 외교 암호 13040은 오랫동안 사용되어 왔다. 40호실이 암호 해독적으로 코드를 재구성할 충분한 시간이 있었기 때문에 상당한 정도로 읽을 수 있었다. 40호실은 독일 암호 문서를 입수했는데, 여기에는 외교 암호 3512( 메소포타미아 전역 중 획득)가 포함되어 있었다. 이는 나중에 업데이트된 암호로, 13040 코드와 유사하지만 실제로는 관련이 없었다. 또한 해군 암호 SKM(Signalbuch der Kaiserlichen Marine)도 입수했는데, 이는 치머만 전보 해독에는 쓸모 없었지만 해군 통신 해독에는 유용했으며, SMS 마그데부르크의 잔해에서 러시아인들이 회수하여 영국에 전달한 것이었다.
전보를 공개하면 미국 여론이 독일에 반대하게 될 것이지만, 영국이 미국인들에게 내용이 진짜임을 설득할 수 있다면 말이다. 그러나 40호실장 윌리엄 레지널드 홀은 공개를 주저했는데, 이는 공개가 40호실에서 해독된 독일 암호와 영국의 미국 외교 통신 도청을 노출시킬 것이기 때문이었다. 홀은 드 그레이와 암호학자 윌리엄 몽고메리가 암호 해독을 완료할 때까지 3주를 기다렸다. 2월 1일, 독일은 "무제한" 잠수함전 재개를 발표했고, 이는 2월 3일 미국이 독일과의 외교 관계를 단절하는 계기가 되었다.

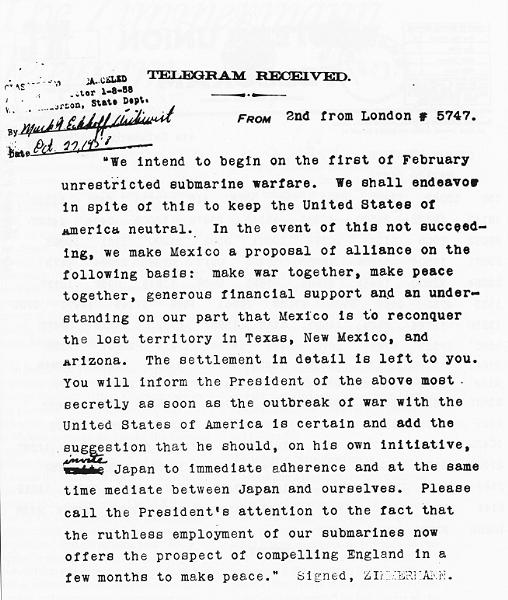
완전히 해독 및 번역된 전보

홀은 2월 5일 전보를 주영 미국 대사관 비서 에드워드 벨에게 전달했지만, 여전히 공개에 대해 경고했다. 한편 영국은 전보의 암호화된 텍스트를 어떻게 입수했는지, 그리고 암호가 해독되었다는 것을 아무도 모르게 평문 텍스트를 어떻게 입수했는지 미국인들에게 설명하기 위한 가능한 위장 스토리를 논의했다. 또한 영국은 이 메시지가 위조된 것이 아님을 미국인들에게 납득시킬 방법을 찾아야 했다.
첫 번째 이야기로, 영국은 멕시코 상업 전신국에서 전보의 암호화된 텍스트를 입수했다. 영국은 워싱턴 주재 독일 대사관이 상업 전신으로 메시지를 중계할 것이므로 멕시코 전신국이 암호화된 텍스트를 가지고 있을 것이라고 알고 있었다. 멕시코에 있던 영국 요원 "미스터 H"는 상업 전신 회사의 직원에게 뇌물을 주어 메시지 사본을 얻었다. 나중에 멕시코 주재 영국 대사 토머스 홀러 경은 그의 자서전에서 자신이 "미스터 H"였거나 적어도 가로채기에 관여했다고 주장했다. 그렇게 하여 암호화된 텍스트는 당황하지 않고 미국인들에게 보여질 수 있었다.
또한 재전송은 구형 코드 13040으로 암호화되었고, 따라서 2월 중순까지 영국은 완전한 텍스트를 확보하고 최신 독일 코드의 해독 정도를 드러내지 않고 전보를 공개할 수 있었다. (최악의 경우, 독일은 13040 코드가 침해되었다는 것을 깨달을 수도 있었지만, 이는 미국이 전쟁에 참전할 가능성에 비하면 감수할 만한 위험이었다.) 마지막으로, 13040 코드 텍스트의 사본 또한 미국 상업 전신 회사의 기록에 보관되었을 것이므로, 영국은 미국 정부에 메시지의 진위 여부를 증명할 수 있었다.
위장 스토리로, 영국은 공식적으로 자신들의 요원이 멕시코에서 전보의 해독된 텍스트를 훔쳤다고 주장할 수 있었다. 비공개적으로 영국은 미국에게 13040 코드를 제공하여 미국 정부가 자체 상업 전신 기록으로 메시지의 진위 여부를 독립적으로 확인할 수 있도록 해야 했지만, 미국은 공식 위장 스토리를 지지하기로 동의했다. 독일 외무부는 자신들의 코드가 해독될 수 있다는 가능성을 거부했지만, 멕시코 대사관에서 배신자를 찾는 마녀 사냥을 폰 에카르트에게 지시했다. 폰 에카르트는 그러한 비난을 분개하여 거부했고, 외무부는 결국 대사관의 무죄를 선언했다.

### 사용
2월 19일, 홀은 전보를 주영 미국 대사관 비서 에드워드 벨에게 보여주었다. 벨은 처음에는 믿지 못하고 위조라고 생각했다. 벨이 메시지가 진짜임을 확신하자, 그는 격분했다. 2월 20일, 홀은 비공식적으로 월터 하인스 페이지 주미 대사에게 사본을 보냈다. 2월 23일, 페이지는 아서 밸푸어 영국 외무장관을 만났고, 암호문, 독일어 메시지, 그리고 영어 번역본을 받았다. 영국은 멕시코시티에서 추가 사본을 입수했고, 밸푸어는 "멕시코에서 구매했다"는 반쪽짜리 진실로 실제 출처를 모호하게 만들 수 있었다. 페이지는 1917년 2월 24일 윌슨에게 이야기를 보고했고, 미국 전신 회사 파일에서 확인할 세부 사항도 포함했다. 윌슨은 독일에 대해 "큰 분노"를 느꼈고 영국으로부터 치머만 전보를 받은 즉시 공개하고 싶었지만, 1917년 3월 1일까지 미루었다.

## 미국의 반응

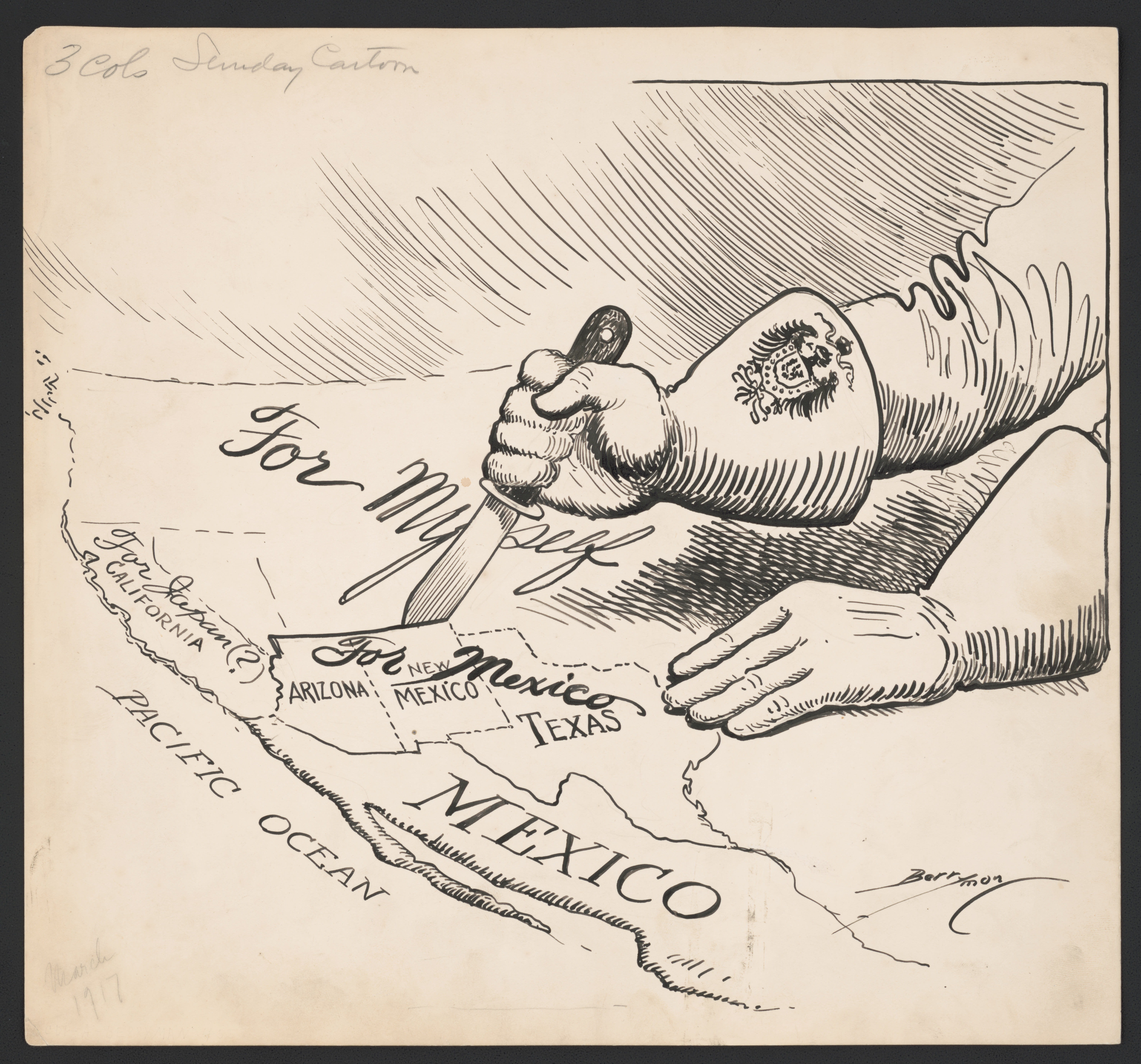
1917년 치머만 전보에 대한 정치 풍자 만화

많은 미국인들은 당시 반멕시코 감정과 반독일 감정을 동시에 가지고 있었다. 멕시코인들은 이에 대한 상당한 반미주의 감정을 가지고 있었는데, 그 중 일부는 미국의 베라크루스 점령으로 인해 발생했다. 존 J. 퍼싱 장군은 미국 영토를 습격한 혁명가 판초 비야를 오랫동안 추적하며 여러 차례 국경을 넘는 원정을 감행했다. 전보 소식은 미국과 멕시코 간의 긴장을 더욱 고조시켰다.

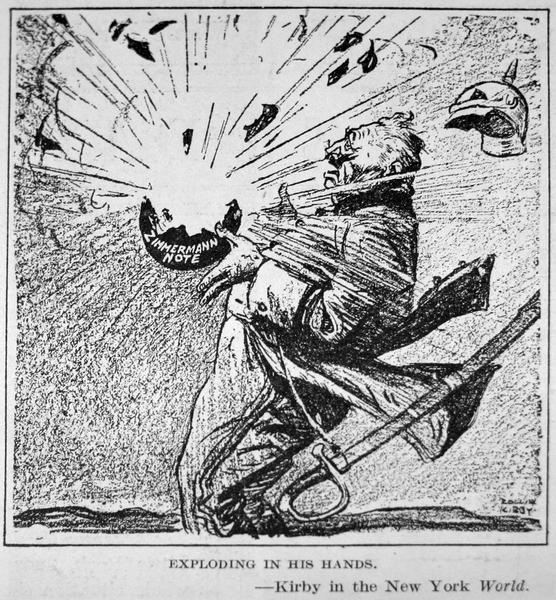
"그의 손에서 터지다"

그러나 많은 미국인들, 특히 독일계 또는 아일랜드계 혈통을 가진 사람들은 유럽 분쟁을 피하고 싶어했다. 대중에게 전보가 멕시코에서 해독된 형태로 도난당했다고 거짓으로 알려졌기 때문에, 메시지는 처음에는 영국 정보기관이 만든 정교한 위조품이라고 널리 믿어졌다. 이러한 믿음은 평화주의자 및 친독일 로비에만 국한되지 않았으며, 독일 및 멕시코 외교관들과 일부 반전 미국 신문, 특히 허스트 언론 제국의 신문들에 의해 조장되었다.
1917년 2월 1일, 독일은 대서양에서 미국 국기를 달고 있는 모든 선박, 즉 여객선과 상선에 대해 무제한 잠수함전을 시작했다. 2월에 두 척의 선박이 침몰했고, 대부분의 미국 해운 회사들은 선박을 항구에 묶어두었다. 멕시코에 대한 매우 도발적인 전쟁 제안 외에도, 전보는 "잠수함의 무자비한 사용"을 언급했다. 여론은 행동을 요구했다. 윌슨은 미 해군 승무원과 총기를 상선에 배정하는 것을 거부했지만, 치머만 노트가 공개되자 윌슨은 상선 무장을 요구했고, 비록 미국 상원의 반전 의원들이 그의 제안을 막았음에도 불구하고 그러한 요구를 했다.
그럼에도 불구하고 윌슨 행정부는 딜레마에 빠져 있었다. 영국이 비공개로 제공한 증거는 윌슨에게 메시지가 진짜임을 알렸지만, 영국 암호 해독 작전을 위태롭게 하지 않고서는 그 증거를 공개할 수 없었다. 그러나 이 문제는 치머만 자신이 전보의 진위에 대한 모든 의심을 제거하면서 해결되었다. 1917년 3월 3일 기자회견에서 그는 미국 언론인에게 "부정할 수 없습니다. 사실입니다."라고 말했다. 그리고 1917년 3월 29일, 치머만은 국가의회에서 연설하며 전보가 진짜임을 인정했다. 치머만은 미국인들이 독일이 미국이 제1차 세계 대전에 참전하지 않는 한 멕시코의 미국과의 전쟁에 자금을 지원하지 않을 것이라는 생각을 이해할 것이라고 기대했다. 그럼에도 불구하고 그의 연설에서 치머만은 워싱턴 정부가 전보를 어떻게 입수했는지 의문을 제기했다. 로이터 통신에 따르면, 치머만은 국가의회에 "지시...는 정당하지 않은 방식으로 입수되었다"고 말했다.
1917년 4월 6일, 의회는 독일에 대한 전쟁을 선포했다. 윌슨은 의회에 "모든 전쟁을 끝내기 위한 전쟁"이 "세계를 민주주의에 안전하게 만들 것"이라고 요청했다.
윌슨은 1917년-1918년에 베라크루스와 탐피코에 대한 또 다른 군사 침공을 고려했는데, 테우안테펙 지협과 탐피코 유전을 진정시키고 내전 중에도 생산을 계속 보장하기 위함이었다. 그러나 이번에는 새로 취임한 멕시코 대통령 베누스티아노 카란사가 미국 해병대가 상륙하면 유전을 파괴하겠다고 위협했다.

## 일본의 반응
치머만 전보에 언급된 또 다른 나라인 일본 정부는 이미 독일에 맞선 연합국 편으로 제1차 세계 대전에 참전하고 있었다. 일본 정부는 나중에 일본이 편을 바꾸거나 미국을 공격하는 데 관심이 없다는 성명을 발표했다.

## 자필본 발견
2005년 10월, 영국 정부통신본부의 역사를 연구하고 집필하던 한 익명의 역사가가 해독된 치머만 전보의 원본 인쇄본을 최근 발견했다고 보도되었다. 이 문서는 1917년 런던 주재 미국 대사에게 실제로 보여진 전보로 추정된다. 문서 상단에는 홀 제독의 필체로 "이것은 페이지 박사에게 건네져 대통령이 공개한 것이다."라는 문구가 적혀 있다. 이 사건의 많은 비밀 문서들이 파기되었기 때문에, 이전에 원본 인쇄된 "해독본"은 영원히 사라진 것으로 추정되었다. 그러나 이 문서의 발견 이후, 정부통신본부의 공식 역사가인 폴 개넌은 "이것이 발포어가 페이지에게 건넨 바로 그 문서라고 믿는다"고 말했다.
2024년 현재, 큐의 영국 국립 공문서관(구 공공기록보관소)에는 치머만 전보에 대한 미분류 "공개" 파일 6개가 보관되어 있었다.

## 같이 보기
- 독일의 미국 침공 계획
- 지노비예프 서한